# Omalium algarum
Omalium algarum is een keversoort uit de familie van de kortschildkevers (Staphylinidae). De wetenschappelijke naam van de soort werd in 1885 voor het eerst geldig gepubliceerd door Casey.